# Margyricarpus digynus
Margyricarpus digynus là loài thực vật có hoa trong họ Hoa hồng. Loài này được Skottsb. mô tả khoa học đầu tiên.